# Nothink
Nothink ist eine spanische Alternative-Rock-Band, die 1998 in Majadahonda (Madrid) gegründet wurde.

## Geschichte
Die Gruppe Nothink hat ihre Ursprünge im Frühjahr 1998, als der Bassist und Gitarrist Alex Ferrero und der Sänger Juan Blas in einer Garage Stücke ihrer Lieblingsbands wie Nirvana und Green Day probten. Mit eigenen Liedern erzielten sie 2003 dann einige Aufmerksamkeit in der Musikszene von Madrid mit einem neuen musikalischen Repertoire, das mehr aus Post-Hardcore und Alternative Rock der 1990er bestand und von Bands wie Foo Fighters, Sunny Day Real Estate und Queens of the Stone Age beeinflusst war.
2004 gewannen sie im Mai den Wettbewerb MadTaste Festimad, wurden einem breiteren Publikum bekannt und teilten die Bühne mit Bands wie Pixies und Korn.
Ihr drittes Album Hidden State, in Spanien bereits im Jahre 2010 von Aloud Music auf CD veröffentlicht, erschien 2012 erstmals auf Vinyl bei Hundemann Records.

## Diskografie

### Alben
- 2005: Bipolar Age (Aloud Music)
- 2007: Spotlights (Aloud Music)
- 2010: Hidden State (Aloud Music)

### Singles
- 2005: Mr. Smile
- 2007: Kill!! Kill!!
- 2007: Genocide
- 2008: Polaroids
- 2010: In a Row
- 2012: Let me Go (Stickfigure Records)